# سردنی اوستروف
سردنی اوستروف فرودگاهی نظامی واقع در حوالی روستای خاتانگا در کشور روسیه است که توسط نیروی هوایی روسیه اداره می‌شود.